# Leopold Bornitz
August Leopold Bornitz (* 20. August 1806 in Wriezen; † 23. Mai 1853 in Landsberg an der Warthe) war ein Arzt und Schriftsteller, der dem Literaturkreis von Heinrich Laube nahestand.

## Leben
Schon sein Vater Friedrich Bornitz (1777–1853) war Arzt, welcher mit Johanna Katharina (geborene Pätsch) verheiratet war.
Leopold Bornitz lebte längere Zeit in Paris.
Sein Bruder Friedrich Alexander Bornitz (1809–1876) studierte in Berlin Theologie und war Pfarrer in Stralau sowie ab 1851 Gemeindepfarrer an der Pfarr- und Glaubenskirche in Lichtenberg. Die Bornitz-Straße in Wriezen wurde nach ihm benannt, außerdem gibt es in Berlin-Lichtenberg ebenfalls eine Bornitzstraße.

## Werke
- Klänge der Erinnerung, 1829.
- Briefe eines Liebenden, 1836.
- Europa, Gedichte, 1849.
- Beobachter an der Warthe, Gedichtband, 1849.